# Ergis Group
Die Ergis Spółka Akcyjna mit Hauptsitz in Warschau ist ein polnischer Hersteller von Industrieverpackungen, Folien für Lebensmittel- und Medikamentenverpackungen, sowie Hydroisolationsfolien aus PVC in Mitteleuropa. Zur Gruppe gehören derzeit sechs Produktionsstandorte, davon vier in Polen und zwei in Deutschland.

## Geschichte
Das Unternehmen wurde 1998 gegründet und in den darauffolgenden Jahren stetig erweitert und modernisiert. Die Wurzeln des Standorts in Wąbrzeźno reichen zurück bis in die 1920er Jahre, in denen man mit der Herstellung von Hüten, und später auch mit imprägnierten Mänteln und Gummiartikeln begann. In den 1950er Jahren startete man mit der Verarbeitung von Polyvinylchlorid und Herstellung von Weichfolien aus PVC für die Bauindustrie sowie für Büro- und Papieranwendungen. Im Jahr 1975 wurde eine Produktionslinie zur Herstellung von Vinyltapeten eingeweiht. Der Nationale Investmentfonds "Victoria" übernahm das Unternehmen 1994, nachdem 1992 bereits die Privatisierung begonnen hatte. Die Gründung der ERGIS S.A. erfolgte 1998, nachdem Tadeusz Nowicki den Vorstandsvorsitz der ZTS Erg-Wąbrzeźno SA übernommen hatte und diverse Umstrukturierungen durchführte. In den darauffolgenden Jahren gab es einige wichtige Akquisitionen zur Produktionserweiterung wie z. B. 2007 die beiden deutschen Standorte MKF-Folien in Berlin und Schimanski in Gallin. Bereits ein Jahr zuvor, also 2006, debütierte die Gesellschaft an Wertpapierbörse.

## Standorte der ERGIS-Gruppe

### Polen
- Wąbrzeźno (Ergis S.A., MKF-Ergis Sp. z o.o., Transgis Sp. z o.o.)
- Oława (Ergis S.A.)
- Nowy Sącz (Flexergis Sp. z o.o.)
- Biała (CS Recycling Sp. z o.o.)
- Toruń (Numeratis Sp. z o.o.)

### Deutschland
- Berlin (MKF-Ergis GmbH)
- Gallin (Schimanski-Ergis GmbH)